# Paranormal
| Recensione       | Giudizio |
| ---------------- | -------- |
| Metacritic       | 72/100   |
| Rolling Stone    |          |
| Blabbermouth.net |          |

Paranormal è il ventisettesimo album in studio del cantante statunitense Alice Cooper, pubblicato il 28 luglio 2017.
Questo album vede la reunion, per due bonus track, della formazione classica della storica Alice Cooper Band: Neal Smith, Dennis Dunaway e Michael Bruce, più lo storico collaboratore Steve Hunter, ma senza il chitarrista storico della band Glen Buxton, deceduto nel 1997. Il disco vede inoltre la partecipazione di musicisti famosi come Larry Mullen Jr., batterista degli U2, Roger Glover, bassista dei Deep Purple, e Billy Gibbons, chitarrista e leader degli ZZ Top.

## Tracce
1. Paranormal – 4:11 (Alice Cooper, Tommy Denander, Roger Glover, Bob Ezrin)
2. Dead Flies – 2:22 (Cooper, Denander, Ezrin)
3. Fireball – 4:49 (Dennis Dunaway, Cooper)
4. Paranoiac Personality – 3:12 (Cooper, Denander, Ezrin, Tommy Henriksen)
5. Fallen In Love – 3:34 (Cooper, Denander, Ezrin, Henriksen)
6. Dynamite Road – 2:43 (Cooper, Denander, Henriksen)
7. Private Public Breakdown – 3:26 (Cooper, Parker Gispert, Ezrin)
8. Holy Water – 3:08 (Cooper, Stanley Demaree, Duston Monyhan, Tim Bernauer, Malcolm McLaughlin, Lewis Richards, Ezrin)
9. Rats – 2:39 (Cooper, Henriksen, Ezrin)
10. The Sound of A – 4:07 (Cooper, Dunaway)

### Bonus track (con la Alice Cooper Band originale)
1. Genuine American Girl – 4:27 (Cooper, Neal Smith, Ezrin)
2. You and All of Your Friends – 2:41 (Cooper, Dunaway. Ezrin)

### Bonus track live a Columbus, 6 maggio 2016
1. No More Mr. Nice Guy – 3:10 (Cooper, Michael Bruce)
2. Under My Wheels – 2:56 (Bruce, Dennis Dunaway, Bob Ezrin)
3. Billion Dollar Babies – 3:38 (Cooper, Bruce, Reggie Vinson)
4. Feed My Frankenstein – 5:01 (Mark Manning, Ian Richardson, Nick Coler, Cooper)
5. Only Women Bleed – 5:08 (Cooper, Dick Wagner)
6. School's Out – 6:06 (Cooper, Glen Buxton, Bruce, Dunaway, Neal Smith)

## Formazione
- Alice Cooper – voce, cori (traccia 7),armonica a bocca(traccia 5)
- Tommy Denander – chitarre
- Tommy Henriksen – chitarre, cori, percussioni (tracce 4, 6, e 9), tastiere (traccia 9)
- Larry Mullen - batteria (tracce 1-8, 10)
- Jimmy Lee Sloas - basso (tracce 2, 4-8)

### Altri musicisti
- Dennis Dunaway - basso (tracce 3,9 e10)
- Bob Ezrin – tastiere (tracce 1 e 9), organo (tracce 3 e 10), cori (traccia 7)
- Roger Glover - basso (traccia 1)
- Billy Gibbons - chitarra (traccia 5)
- Parker Gispert - chitarra e cori (traccia 7)
- Steve Hunter - chitarra solista (traccia 8)
- Demi Demaree - cori (tracce 8 e 10)
- Johnny Reid - cori (tracce 8 e 10)
- Jeremy Rubolino - fiati (traccia 8)
- Adrian Olmos - fiati (traccia 8)
- Chris Traynor - fiati (traccia 8)
- Michael Bruce – chitarra (traccia 9)
- Neal Smith - batteria (traccia 9)
- Nick Didkovsky – chitarra (tracce 3 e 10)

### Bonus track con la Alice Cooper Band originale
- Michael Bruce – chitarra
- Neal Smith - batteria
- Dennis Dunaway - basso
- Steve Hunter - chitarra (traccia 11), chitarra solista (traccia 12)
- Tommy Denander – chitarre
- Bob Ezrin – tastiere e cori (traccia 11)
- Nick Didkovsky – chitarra (traccia 12)
- Tommy Henriksen – cori (traccia 12)

### Bonus track live a Columbus
- Chuck Garric – basso e cori
- Nita Strauss – chitarra e cori
- Glen Sobel - batteria
- Tommy Henriksen – chitarre, cori
- Ryan Roxie - chitarre, cori